# العصر البرونزي الأطلسي
العصر البرونزي الأطلسي عبارة عن مجمع ثقافي للعصر البرونزي في الفترة من حوالي 1300-700 ق.م التي تضم ثقافات مختلفة في البرتغال، الأندلس، غاليسيا، أرموريكا والجزر البريطانية.
تميّزَ العصر الأطلسي البرونزي بنقلة اقتصاديّة نوعيّة وتبادل ثقافي مهم كان لهُ دور كبير في التشابه الثقافي بين عددٍ من المجتمعات في العصور اللاحقة وبخاصّة في منطقة وسط البرتغال، منطقة غاليسيا واسكتلندا. عرفَ هذا العصر أيضًا استخدامًا كبيرًا ومُتكررًا للحجارة إلى جانبِ تشييد القلاع بل وحتى المنازال من خِلال العمارة المحليّة لكل مجتمع. عرف هذا العصر كذلك تغيرات أخرى حيثُ تطوّرت الاتصالات التجارية وصارت ممتدة من السويد إلى الدنمارك وصولًا إلى البحر الأبيض المتوسط. خِلال تلك الفترة؛ برزت بعض المناطق التي تخصّصت في إنتاج المعادن فيما عملت أخرى على تصدير منتجاتها من مواد أخرى باتجاه مراكز مهمّة في إنجلترا وأيرلندا الشمالية الغربية وفرنسا وحتى إيبيريا الغربيّة. ليس هذا فقط؛ بل عملت المجتمعات في هذهِ الفترة على إنشاء مجاري للمياه وإيصالها بالأنهار والبحيرات